# Wolfgang Förster
Wolfgang Förster (Alemania, 1924 - Santiago, 1993) fue uno de los más destacados montañistas de Chile, miembro del Club Alemán Andino sobresalió por la gran cantidad de primeros ascensos que realizó en los Andes centrales de Chile. Entre estos primeros ascensos, que en total contabilizan más de 20, se pueden mencionar el del cerro Alto (6148 m) en 1944, el León Negro (5151 m) en 1951 y el Alto del Azufre (4691 m) en 1960. También participó en la expedición de 1952 que hizo el primer ascenso del Aconcagua por la llamada ruta chilena.
Su compañero predilecto de expediciones fue Eberhard Meier. El geólogo Óscar González-Ferrán bautizó un cordón Förster en la zona del Ojos del Salado debido a la gran ayuda que le prestó en sus investigaciones.
Nació en Alemania y a los pocos meses de vida su familia se trasladó al pueblo El Volcán, en el Cajón del Maipo en Chile, en donde creció. Murió de forma trágica en 1993 tras ser atropellado en Santiago.